# Wólka Dobryńska (gromada)
Wólka Dobryńska – dawna gromada, czyli najmniejsza jednostka podziału terytorialnego Polskiej Rzeczypospolitej Ludowej w latach 1954–1972.
Gromady, z gromadzkimi radami narodowymi (GRN) jako organami władzy najniższego stopnia na wsi, funkcjonowały od reformy reorganizującej administrację wiejską przeprowadzonej jesienią 1954 do momentu ich zniesienia z dniem 1 stycznia 1973, tym samym wypierając organizację gminną w latach 1954–1972.
Gromadę Wólka Dobryńska z siedzibą GRN w Wólce Dobryńskiej utworzono – jako jedną z 8759 gromad na obszarze Polski – w powiecie bialskim w woj. lubelskim na mocy uchwały nr 5 WRN w Lublinie z dnia 5 października 1954. W skład jednostki weszły obszary dotychczasowych gromad Wólka Dobryńska i Dobryń Duży ze zniesionej gminy Dobryń oraz obszar dotychczasowej gromady Małaszewicze Duże ze zniesionej gminy Kobylany w tymże powiecie. Dla gromady ustalono 16 członków gromadzkiej rady narodowej.
1 stycznia 1962 gromadę zniesiono, włączając jej obszar do gromad Zalesie (wieś Dobryń Duży, kolonię Kopelówka i osiedle Popówka) i Małaszewicze (wsie Wólka Dobryńska i Małaszewicze Duże) w tymże powiecie.